# Andrea Sedloska
Andrea Sedloska (mazedonisch Андреа Седлоска; * 6. März 2003 in Prilep, Republik Mazedonien) ist eine Handballspielerin aus Nordmazedonien.

## Vereinskarriere
Sie begann mit dem Handball bei RK Vardar Skopje. Von dort wechselte sie im Alter von 17 Jahren nach Kroatien zu ŽRK Lokomotiva Zagreb. Mit Lokomotiva Zagreb gewann sie 2021 den kroatischen Pokal sowie 2022 die kroatische Meisterschaft.
Mit dem Team aus Zagreb nahm sie an internationalen Vereinswettbewerben teil.

## Auswahlmannschaften
Andrea Sedloska spielte mit der Nachwuchsauswahl Nordmazedoniens bei der U-19-Europameisterschaft 2021.

## Privates
Ihr Vater Goce Sedloski spielte Fußball bei Lokomotiva Zagreb.